# Limete
Limete är en stadsdel (franska: commune) i Kinshasa. Antalet invånare är 375 726. Arean är 68 kvadratkilometer.